# Franz Geueke

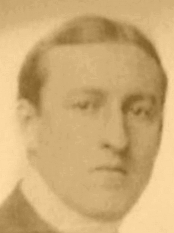
Franz Geueke

Franz Geueke, gelegentlich auch (Johann) Franz Geuecke (* 15. Dezember 1887 in Bracht; † 6. Oktober 1942 im KZ Groß-Rosen) war deutscher Journalist und Widerstandskämpfer gegen den Nationalsozialismus.

## Leben
Franz Geueke war das sechste Kind von Wilhelm und Bertra Geueke geb. Hümmeler aus Bracht. Die Taufe erfolgte am 17. Dezember 1887 im nahegelegenen Wormbach. In der Wormbacher Pfarrkirche empfing er am 30. April 1899 auch die Erstkommunion. Nach Absolvierung der Volksschule bestand Geueke 1908 am Städtischen Gymnasium Essen die Reifeprüfung. Franz Geueke studierte anschließend Rechtswissenschaften und Nationalökonomie an der Universität Freiburg im Breisgau, der Universität Leipzig sowie der Universität Breslau. Dort wurde er Mitglied der katholischen Studentenverbindungen K.D.St.V. Teutonia Freiburg i. Ü. und später der K.D.St.V. Burgundia Leipzig im CV. Geuecke wurde 1912 mit der Arbeit Die Bergarbeiterstreiks im Ruhrkohlenrevier an der Universität Breslau promoviert. Mit seiner Dissertation stellte er die arbeitsrechtliche Situation der Bergarbeiter dar und galt als Vordenker der christlichen Soziallehre.
Während seines Studiums war Geueke auch bis 1913 Redakteur bei der Schlesischen Volkszeitung in Breslau. Im selben Jahr wurde er Chefredakteur der Rheinischen Volkszeitung bzw. des Wiesbadener Volksblattes, einer der Zentrumspartei nahestehenden Tageszeitung in Wiesbaden. Zudem war er bis 1921/22 Vorsitzender der Zentrumspartei in Wiesbaden. Geueke war ein Unterstützer der rheinischen Separatistenbewegung. Infolgedessen wurde er auf der Tagung des Reichsparteiausschusses in Hagen am 11. März 1923 aus der Zentrumspartei ausgeschlossen. Später trat er wieder in die Partei ein.
Franz Geueke heiratete am 29. August 1914 in Wiesbaden die aus Köln stammende Cäcilia Puller, mit der er zwei Söhne hatte. Sein Einsatz für christliche Grundsätze führte zu ersten Repressionen. 1933 wurde er in Wiesbaden auf der Straße von Nazis niedergeschlagen. Verletzt kam er anschließend in Schutzhaft. Danach emigrierte er ins Ausland, kam jedoch 1935 wieder zurück. Sein journalistischer Widerstand gegen den Nationalsozialismus führte am 12. Mai 1942 zur Verhaftung durch die Gestapo Frankfurt a. M. wegen "Gefährdung der inneren Front". Zunächst wurde er am 7. August 1942 in das KZ Buchenwald eingeliefert. Von dort wurde er am 15. September 1942 in das niederschlesische KZ Groß-Rosen gebracht, wo er am 6. Oktober 1942 im Alter von 54 Jahren starb. Offiziell verstarb er an Kreislaufstörungen. Die Urne des Verstorbenen wurde auf dem Wiesbadener Südfriedhof beigesetzt.

## Würdigung
Die katholische Kirche hat Dr. Franz Geuecke als Glaubenszeugen in das deutsche Martyrologium des 20. Jahrhunderts aufgenommen.

## Schriften
- Die Bergarbeiterstreiks im Ruhrkohlenrevier, Breslau 1912